# Villiers-le-Mahieu
Villiers-le-Mahieu is een gemeente in het Franse departement Yvelines (regio Île-de-France) en telt 856 inwoners (2021). De plaats maakt deel uit van het arrondissement Rambouillet.

## Geografie
De oppervlakte van Villiers-le-Mahieu bedraagt 6,8 km², de bevolkingsdichtheid is 90,4 inwoners per km².
De onderstaande kaart toont de ligging van Villiers-le-Mahieu met de belangrijkste infrastructuur en aangrenzende gemeenten.

## Demografie
Onderstaande figuur toont het verloop van het inwonertal (bron: INSEE-tellingen).